# Manuel Caldeira Cabral
Manuel de Herédia Caldeira Cabral (Lisboa, São Sebastião da Pedreira, 28 de abril de 1968) é um economista e professor universitário português.

## Biografia
Com um Mestrado em Economia pela Faculdade de Economia da Universidade Nova de Lisboa e Doutorado em Economia pela Universidade de Nottingham, é especializado na área da Economia Europeia e Internacional, com destaque para os fluxos de comércio internacional.
Foi assessor de Fernando Teixeira dos Santos no Ministério das Finanças e de Manuel Pinho no Ministério da Economia.
Foi eleito Deputado da Assembleia da República Portuguesa como cabeça de lista independente pelo Círculo Eleitoral de Braga.
Foi Ministro da Economia de Portugal, de 26 de novembro de 2015 a 16 de outubro de 2018, após o que regressou ao seu assento de Deputado. Renunciou ao mandato de deputado em 17 de junho de 2019, para assumir o cargo de membro do conselho de administração da Autoridade de Supervisão de Seguros e Fundos de Pensões (ASF).
Foi responsável por uma polémica no seu mandato por ter pedido aos Portugueses que habitam junto da fronteira com Espanha que, não obstante o aumento de impostos sobre os combustíveis, não fossem abastecer no país vizinho, algo que vinha já sendo um hábito, pedido esse que ainda surtiu o efeito contrário.
Foi responsável por políticas na área da capitalização e reestruturação empresarial (programa Capitalizar), e políticas na área da inovação e do empreendedorismo (como os programas Industria 4.0 e Startup Portugal). Foi também responsável pelo lançamento da estratégia de turismo para a próxima década de 2021-2030, que inclui programas como o Portugal Destino Wi-Fi, o Algarve 365, e o programa Revive, de recuperação de património histórico para o turismo. Na área da energia foi responsável pelo alargamento da tarifa social de 80.000 para mais de 600.000 beneficiários.
Casou com Isabel Cristina de Almeida Pereira da Rocha (Vigo, 9 de maio de 1975), da qual tem dois filhos, Tomás Rocha de Herédia Caldeira Cabral (2 de maio de 2011) e Afonso Rocha de Herédia Caldeira Cabral (2 de fevereiro de 2015).